# Саар, Тыну
Тыну Саар (эст. Tõnu Saar; 6 августа 1944, Куремаа — 12 июля 2022) — эстонский советский актёр.

## Биография
Родился в 1944 году в Куремаа, сын слесаря.
В 1972 году окончил актерский факультет Таллинской государственной консерватории (курс Вольдемара Пансо).
С 1963 по 1968 год работал фотографом.
В 1972—1980 годах — актёр Государственного молодежного театра Эстонской ССР.
В 1980—1998 годах — актёр Эстонского государственного академического театра драмы им. В. Кингисеппа, с 1996 года был руководителем труппы.
Одновременно в 1970-84 также преподавал сценическую речь на кафедре исполнительских искусств Таллиннской государственной консерватории.
Выйдя на пенсию, занимался садоводством, изредка снимаясь в кино.
Скончался 12 июля 2022 года.

## Фильмография
- 1971 — Дон Жуан в Таллине / Don Juan Tallinnas — Дон Пабло, кавалер
- 1973 — Родник в лесу / Ukuaru — Артур
- 1977 — Цену смерти спроси у мёртвых / Surma hinda küsi surnutelt — эпизод
- 1977 — Мымми и азбука / Mõmmi ja aabits — волчонок
- 1978 — Дознание пилота Пиркса / Test pilota Pirxa (СССР, Польша) — Курт Вебер
- 1980 — Лесные фиалки / Metskannikesed — Лаури
- 1981 — Россия молодая — Джеймс
- 1983 — Боковой ветер / Küljetuul — тренер
- 1985 — Документ Р — эпизод
- 1986 — Голова Горгоны — Городецкий
- 1987 — Заклятие долины змей / Klątwa Doliny Węży (Польша, СССР, Вьетнам) — Саар
- 1991 — Пляска смерти / Surmatants — судья
- 1992 — Слеза Князя тьмы / Saatana pisar (Эстония, Польша, Россия) — Карл, друг Гуннара
- 1994 — Огненная вода (Эстония) — эпизод